# Unterseeboot 10 (1911)
Pour les articles homonymes, voir Unterseeboot 10.
Le sous-marin allemand Unterseeboot 10 (Seiner Majestät Unterseeboot 10 ou SM U-10) a été construit par la Kaiserliche Werft de Dantzig, et lancé le 24 janvier 1911 pour une mise en service le 31 août 1911. Il a servi pendant la Première Guerre mondiale sous pavillon de la Kaiserliche Marine.

## Histoire
Le 27 mai 1916, le SM U-10 quitte Libau pour les eaux au Nord de Gotland. Après cela, sa trace a été perdue. On ne connaît pas les informations exactes sur l'heure, le lieu et la cause de la perte. On suppose que les 29 membres d'équipage sont morts dans le golfe de Finlande en juin 1916 à une position géographique approximative de 59° 30′ N, 21° 00′ E. Les causes possibles sont mentionnées comme la collision avec une mine ou un accident dû à une erreur humaine ou à des défauts techniques.

## Commandement
- Kapitänleutnant Fritz Stuhr du 1er août 1914 au 30 juin 1916

## Affectations successives
- Flotille I du 1er novembre 1941 au 7 juillet 1915 (entrainement)
- Flottille de la Baltique du 7 juillet 1915 au 30 juin 1916 (service actif)

## Patrouilles
Le SM U-10 a participé à 6 patrouilles de guerre

## Navires coulés
Le SM U-10 a coulé sept navires pour un total de 1 651 tonneaux.
| Date            | Non du navire | Nationalité | Tonnage |
| --------------- | ------------- | ----------- | ------- |
| 31 mars 1915    | Nor           | Norvège     | 544     |
| 1er avril 1915  | Gloxinia      | Royaume-Uni | 145     |
| 1er avril 1915  | Jason         | Royaume-Uni | 176     |
| 1er avril 1915  | Nellie        | Royaume-Uni | 109     |
| 5 avril 1915    | Acantha       | Royaume-Uni | 322     |
| 28 avril 1915   | Lilydale      | Royaume-Uni | 129     |
| 6 novembre 1915 | Birgit        | Finlande    | 226     |